# Aditivo melhorador de desempenho
Os Aditivos melhoradores de Desempenho são substâncias, micro-organismo ou produtos formulados, adicionados intencionalmente aos produtos e que não são utilizados normalmente como ingredientes alimentícios destinados à alimentação animal, que não obstante melhoram as características dos produtos destinados à alimentação animal ou dos produtos animais, melhoram o desempenho dos animais sadios e atendem às necessidades nutricionais ou têm efeito anticoccidiano;